# Серхио Рамос
Серхио Рамос Гарсија (шп. Sergio Ramos García; Камас, 30. март 1986) шпански је фудбалер који тренутно наступа за Монтереј на позицији одбрамбеног играча.  

## Каријера
Фудбал је почео да тренира у екипи Севиље. Прошао је кроз све млађе селекције а затим је играо и за Б екипу овог клуба. За први тим је дебитовао 1. фебруара 2004. у утакмици првенства против Депортиво ла Коруње. Његов тим је тада поражен са 1-0, а он је у игру ушао са клупе у другом полувремену. У наредној сезони је одиграо 31 утакмицу у првенству у дресу Севиље и био је стрелац два гола, против Реал Сосиједада (2-1) и Реал Мадрида (2-2).
Током лета 2005. тада деветнаестогодишњи Рамос је прешао у Реал Мадрид уз обештећење од 27 милиона евра. Први гол у дресу Реала је постигао 6. децембра 2005. против Олимпијакоса. Његов тим је тада поражен са 3-2 у утакмици групне фазе Лиге шампиона. Свој двестоти наступ за Реал Мадрид је забележио 21. фебруара 2010. против Виљареала.

## Репрезентација
За репрезентацију Шпаније је дебитовао 26. марта 2005. у пријатељској утакмици против Кине (3-0) одиграној у Саламанки. Када је дебитовао имао је само 18 година и 361 дан, чиме је постао најмлађи играч у историји шпанске репрезентације. Касније је тај његов рекорд оборио Сеск Фабрегас. Прва два гола за репрезентацију је постигао у утакмици против Сан Марина (6-0) у оквиру квалификација за Светско првенство 2006.
Нашао се на списку изабраних играча за то првенство. На Европском првенству 2008. Рамос је провео у игри свих 90 минута сваке утакмице, сем оне одигране против Грчке (2-1) у групној фази. Шпанија је освојила то првенство победом над Немачком (1-0) у финалу. Током славља које је уследило након утакмице, Рамос је носио мајицу у част преминулог пријатеља и саиграча из Севиље, Антониа Пуерте.
Са репрезентацијом је освојио и треће место на Купу конфедерација 2009. На Светском првенству 2010. је био стартер на свакој утакмици, а Шпанија је освојила ово првенство победом над Холандијом (1-0) у финалу.

## Трофеји

### Клупски
Реал Мадрид
- Првенство Шпаније (5) : 2006/07, 2007/08, 2011/12, 2016/17, 2019/20.
- Куп Шпаније (2) : 2010/11, 2013/14.
- Суперкуп Шпаније (4) : 2008, 2012, 2017, 2019/20.
- Лига шампиона (4) : 2013/14, 2015/16, 2016/17, 2017/18.
- Суперкуп Европе (3) : 2014, 2016, 2017.
- Светско клупско првенство (4) : 2014, 2016, 2017, 2018.

Париз Сен Жермен
- Првенство Француске (2) : 2021/22, 2022/23.
- Суперкуп Француске (1) : 2022.

### Репрезентативни
Шпанија до 19
- Европско првенство до 19. година (1) : 2004.

Шпанија
- Европско првенство (2) : 2008, 2012.
- Светско првенство (1) : 2010.
- Куп конфедерација : друго место 2013, треће место 2009.